# Tomás Vial
Tomás Vial (* 6. April 2004) ist ein chilenischer Leichtathlet, der sich auf den Sprint spezialisiert hat.

## Sportliche Laufbahn
Erste Erfahrungen bei internationalen Meisterschaften sammelte Tomás Vial im Jahr 2024, als er bei den Ibero-Amerikanischen Meisterschaften in Cuiabá mit der chilenischen 4-mal-100-Meter-Staffel in 40,10 s den fünften Platz belegte. Im Jahr darauf schied er bei den Südamerikameisterschaften in Mar del Plata mit 10,49 s in der Vorrunde im 100-Meter-Lauf aus und belegte mit der Staffel in 41,21 s den sechsten Platz. 
In den Jahren 2024 und 2025 wurde Vial chilenischer Meister im 100-Meter-Lauf.

## Persönliche Bestzeiten
- 100 Meter: 10,47 s (+1,5 m/s), 29. März 2025 in Santiago de Chile